# Dirty (Aborym)
Dirty è il sesto album degli Aborym. È un doppio cd contenente dieci nuove canzoni, due riedizioni dai primi album Kali Yuga Bizarre e Fire Walk with Us, tre cover di gruppi famosi come Nine Inch Nails, Iron Maiden e Pink Floyd e una nuova canzone scritta e composta dai fan del gruppo, infine da loro stessi registrata.

## Tracce

### Disco 1
1. Irreversible Crisis – 4:23
2. Across the Universe – 5:28
3. Dirty – 3:42
4. Bleedthrough – 3:24
5. Raped by Daddy – 5:29
6. I Don't Know – 4:32
7. The Factory of Death – 7:07
8. Helter Skelter Youth – 4:14
9. Face the Reptile – 5:32
10. The Day the Sun Stopped Shining – 5:23

### Disco 2
1. Fire Walk with Us (ri-registrazione) – 6:48
2. Roma Divina Urbs (ri-registrazione) – 8:50
3. Hallowed Be Thy Name (Iron Maiden cover) – 6:03
4. Comfortably Numb (Pink Floyd cover) – 6:32
5. Hurt (Nine Inch Nails cover) – 4:55
6. Need for Limited Loss – 5:19

## Formazione

### Gruppo
- Malfeitor Fabban - voce, basso e tastiera
- Paolo Pieri - chitarra, tastiera, programmazione
- Faust - batteria